# Mem (Ort)

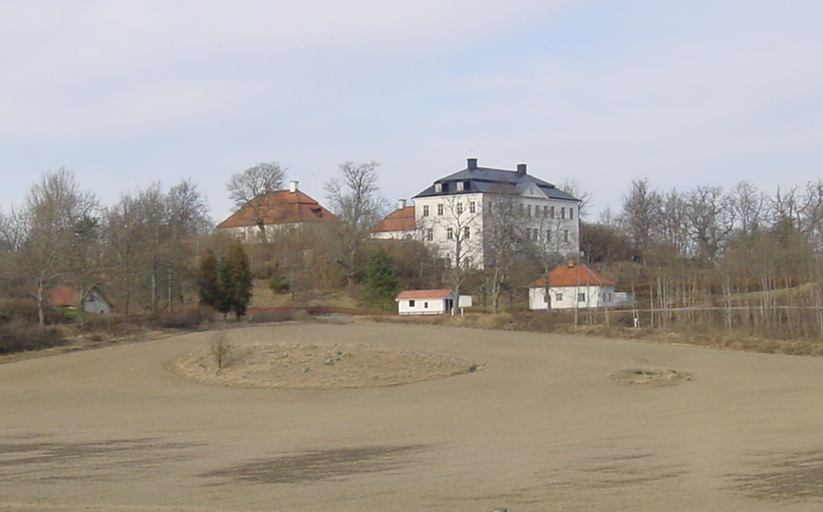
Schloss Mem

Mem ist ein  Ort (Småort) in der schwedischen Gemeinde Norrköping, die zur Provinz Östergötlands län gehört. 
Mem ist vor allem für sein Schloss Mem und für das Ende des Göta-Kanals mit dem Übergang zur Ostsee bekannt. In Mem befindet sich die letzte Schleuse vor Slätbaken, einem schmalen Sund der Ostsee. Mem hat gut 50 Einwohner. In Mem fand am 26. September 1832 die feierliche Einweihung des Göta-Kanals im Beisein von Schwedens König  Karl XIV. Johann statt.

## Schleuse von Mem
Die Schleuse von Mem hat eine  Fallhöhe von 3 Metern und ist nach Bengt Erland Franc Sparre benannt. Sie wurde 1832 erbaut.

## Sehenswürdigkeiten
- Schloss Mem
- Leuchtturm Mem
- Schleuse des Göta-Kanals